# Хэй, Джеймс, 1-й граф Карлайл
Джеймс Хэй, 1-й граф Карлайл (англ. James Hay, 1st Earl of Carlisle; ок. 1580, Питскотти — 1636, Вестминстер) — англо-шотландский дворянин и дипломат, фаворит короля Якова I.
Джеймс родился в Шотландии и был потомком младшей линии рода графов Эррол. В 1604 году он оказался в Англии при дворе короля Якова I и в скором времени стал его фаворитом. Уже через год Хэй был натурализован в Англии, посвящён в рыцари и получил должность в покоях короля. Кроме того, Яков I организовал для Джеймса престижный брак с Онорой Денни — единственной дочерью Эдварда Денни, барона Денни из Уолтема. В 1605—1618 годах Джеймс занимал важные и весьма доходные посты при дворе — мастера мантий и мастера большого гардероба — однако жил он не по средствам и после отказа от этих должностей оказался в больших долгах. Благодаря близким отношениям с королём Джеймс в 1606 году стал бароном Хэем без права заседать в парламенте, а в 1615 году — бароном Хэем из Соули уже без каких-либо ограничений. В 1617 году после женитьбы на Люси Перси, дочери опального графа Нортумберленда, Джордж вошёл в Тайный совет, а годом позднее получил титул виконта Донкастера.
Благодаря личным качествам Джеймс активно участвовал во внешней политике, выступая в роли английского посла. И, хотя Хэй успешно выполнил только одну дипломатическую миссию — завершил переговоры о браке наследника Якова I принца Карла и сестры французского короля Генриетты Марии Французской, репутация его от этого не пострадала, а в 1622 году он получил титул графа Карлайла. Завершив дипломатическую карьеру, Джеймс занялся делами своих владений на Карибских островах и весьма преуспел в финансовом плане. Кроме того, Хэй был патентообладателем и советником плантаций Новой Англии, и проявлял большое рвение и интерес к колониям. Несмотря на финансовый успех на Карибах, когда Джеймс умер в 1636 году, его сын, также Джеймс, помимо титулов отца унаследовал и его большие долги.
Джеймс имел репутацию человека здравого смысла и покладистого характера, благодаря чему он смог пройти через скользкую карьеру придворного, не нажив ни единого врага. Он никогда не кичился своим положением, никогда не выходил из себя и ни с кем не соперничал. В действительности, он не был государственным деятелем, но был склонен мыслить в политических делах примерно так, как думали люди, с которыми он вёл повседневные беседы, и потому обычно мог дать хороший совет.

## Биография

### Происхождение и ранние годы
Джеймс Хэй родился приблизительно в 1580 году в Питскотти, Файф, в семье сэра Джеймса Хэя из Кингаска (ум. в 1610) и его первой жены Маргарет Мюррей. Отец Джеймса в 1608 году служил инспектором Шотландии, проживал в Питскотти или Кингаске и происходил от младшей линии графов Эррол. У Джеймса были по меньшей мере брат и сестра, достигшие зрелости — Роберт и Агнес — однако неясно, была ли матерью одного из них или обоих Маргарет Мюррей или же вторая жена Хэя-старшего, «вдова по имени Баркли».
Нет никаких сведений о том, что Хэй получил университетское образование, однако он свободно говорил по-французски и на латыни. Поскольку его первым покровителем был Шарль Кошон де Мопа, барон дю Тур, вероятнее всего какое-то время Джеймс провёл во Франции.
Современники отмечали, что Джеймс был обаятелен, изящен и имел хороший вкус, но внешне был настолько непривлекателен, что в своих письмах дочь короля Елизавета в шутку называла Хэя «верблюжьей мордой». Шрайбер отмечает, что сохранившиеся портреты показывают Хэя уже в зрелом возрасте: на них изображен мужчина с широким лбом, мягкими глазами, тонкой переносицей, но с раздутыми ноздрями; в целом Джеймс производил впечатление человека с треугольной формой лица.

### Начало возвышения
Джеймс привлёк внимание короля Якова I после визита в Шотландию его покровителя барона дю Тура, посланного со специальным посольством французским королём Генрихом IV. В мае 1603 года по просьбе дю Тура король Яков назначил Джеймса одним из придворных в тайных палатах. Рой Шрайбер, автор статьи о Джеймсе в «Оксфордском национальном биографическом словаре», писал, что не существует никаких записей о том, что побудило короля сделать Хэя одним из своих фаворитов. Однако Сэмюэль Роусон Гардинер, автор статьи о Хэе в «Национальном биографическом словаре», отмечал, что Яков I полюбил Джеймса за то, что он был «хорошо подготовленным человеком, воспитанным во Франции и изучившим человеческую суть».
Хотя ещё в июле 1603 года Фрэнсис Бэкон обратил внимание на Джеймса Хэя, первое упоминание о молодом шотландце в Англии появляется только в октябре следующего года. В том же месяце по просьбе королевы Анны король повысил Хэя до джентльмена опочивальни. Незадолго до того, как 14 мая 1604 года Хэй был натурализован в Англии, он был посвящён в рыцари. Король не только наградил Хэя чередой грантов, но и обеспечил ему престижный брак. 17 сентября 1604 года король пожаловал Джеймсу Хэю и его невесте поместье Стрикстон и ряд других земель с правом наследования их потомством. Однако вплоть до 1606 года Джеймс был лишь номинальным владельцем Стрикстона, в реальности же эти владения оставались собственностью короны, отданными под аренду. Кроме того, Яков I выплатил долги жениха перед свадьбой. 21 июня 1606 года Джеймс получил пожизненный титул барона Хэя без права заседать в английском парламенте. Хотя король пожаловал Джеймсу земли в Йоркшире и Нортгемптоншире, Хэй никогда не принимал участия в делах графства и на протяжении всей своей карьеры жил в арендованных домах.

### Карьера при дворе
В декабре 1605 года Джеймс получил свое первое назначение в качестве мастера мантий, в обязанности которого входило обеспечение короля всей одеждой, которую он носил, от сапог и туфель до бобровых шапок. Первоначальный годовой бюджет этой должности составлял 2500 фунтов стерлингов, но за три года Хэй перерасходовал эти ассигнования на 7000 фунтов стерлингов. С 1608 года бюджет был увеличен до 4000 фунтов стерлингов в год. 9 февраля 1608 года во дворце Уайтхолл Хэй принял участие в «Маске лорда Хаддингтона», посвящённой бракосочетанию Джона Рамси, графа Холдернесса, и леди Элизабет Редклифф. 4 июня 1610 года Джеймс был посвящён в рыцари Бани при провозглашении старшего сына короля Генри принцем Уэльским.
В феврале 1613 года Джеймс получил повышение, став, вдобавок к прежней должности, мастером большого гардероба. В то время, как его прибыль от мантий, вероятно, исчислялась сотнями фунтов в год, содержание гардероба приносило ему более 4000 фунтов стерлингов в год и право пользования домом в лондонском Сити. На этой своей должности он отвечал за поставку всего: от ливрей, которые носили королевские слуги, до карет, в которых ездили королевские особы. Однако, поскольку Хэй жил не по средствам, к тому моменту, когда он передал обе свои должности сэру Лайонелу Крэнфилду в 1618 году, Джеймс оказался в больших долгах: долг составлял примерно 42 000 фунтов стерлингов; кроме того, в 1641 году наследник Джеймса обнаружил, что всё ещё должен от 2000 до 3000 фунтов стерлингов долга своего отца.
Тем временем Хэй, который 29 июня 1615 года получил английское пэрство как барон Хэй из Соули, Йоркшир, без каких-либо ограничений, играл другие важные роли при дворе. В мае 1616 года он заключил сделку с опальным фаворитом короля Робертом Карром, графом Сомерсетом, относительно того, что Карр мог ожидать после суда над ним за убийство сэра Томаса Овербери. Карр начал свою карьеру в Англии в качестве пажа Хэя и специально попросил своего бывшего хозяина выступить в качестве королевского агента для переговоров по этому урегулированию.
В 1617 году после женитьбы на Люси Перси Джордж вошёл в Тайный совет короля. В 1618 году Яков I, желая сократить расходы и обнаружив, что Хэй вряд ли поможет ему в этом, убедил Джеймса отказаться от должности мастера гардероба за компенсацию в 20 000 фунтов стерлингов, выплаченной вдобавок, по слухам, к сумме в 10 000 фунтов стерлингов, переданной Хэю его преемником. 5 июля 1618 года Хэй получил титул виконта Донкастера.

### Дипломатическая карьера
Хэй был весьма тактичным человеком, благодаря чему его часто назначали чрезвычайным послом. Возможно, из-за того, что он был достаточно гибким, чтобы соответствовать меняющимся ортодоксальным взглядам в церкви при Якове I и Карле I, Хэй был одним из немногих стойких протестантов при королевском дворе, которые могли эффективно вести переговоры с католиками из других стран.
В марте 1604 года Яков I впервые отправил Джеймса с чрезвычайным посольством к Генриху IV, чтобы выразить соболезнования в связи со смертью сестры французского короля. Хэй выступил в защиту гугенотов, чем немало разозлил французского короля, что, в свою очередь, привело к существенному сокращению даров, переданных английскому посланнику французской стороной.
В марте 1616 года Хэй был назначен чрезвычайным послом при дворе Людовика XIII с миссией завершить затянувшиеся переговоры о браке между принцем Карлом и сестрой Людовика Кристиной. Когда в июле Хэй добрался до французского двора, он обнаружил, что вдовствующая королева Мария Медичи и её фаворит Кончини контролируют правительство от имени короля-подростка. Когда месяц спустя они арестовали принца Конде, одного из дворян при французском дворе, которому благоволил Яков I, брачные переговоры завершились провалом. Для Джеймса этот провал не был сюрпризом: отправляясь на миссию Хэй понимал, что английские условия будут неприемлемы для французского короля. Тем не менее, Джеймс показал себя блестяще. К октябрю 1616 года Хэй получил указание вернуться домой. Он сделал это с неохотой, поскольку понимал, что альтернативой французской невесте для принца Карла станет испанка, а у Хэя было слишком много связей с Францией, чтобы поддерживать иной курс действий.
В 1619 году он снова был отправлен с дипломатической миссией в Германию в рамках усилий Якова I по установлению мира между испанскими и австрийскими Габсбургами с одной стороны и голландскими и немецкими князьями с другой. Миссия началась 12 мая. Джеймс посетил Брюссель по пути в Гейдельберг, где оказался в большом почёте у курфюрста Фридриха, но в ещё большем почёте у курфюрстины Елизаветы, дочери Якова I. В письме домой Джеймс поддержал предложение курфюрста о том, чтобы Яков I выступил на стороне зятя, пребывавшего в оппозиции к Австрии по Богемскому вопросу. Если у Хэя и не было широких взглядов на политику, он, по крайней мере, был достаточно проницателен, чтобы понять, что противостояние германских княжеств закончится только войной и что идея его господина погасить конфликт посредством честной дипломатии была ошибочна и обречена на провал. Когда Джеймс встретил Фердинанда Штирийского в Зальцбурге по пути на имперские выборы во Франкфурте, он не смог получить от него удовлетворительного ответа, а после своего возвращения во Франкфурт также не смог добиться успеха в переговорах с Оньяте, испанским послом. Попытка убедить богемцев принять посредничество Якова также не удалась. Хэй был вынужден удалиться в Спа, где ожидал новых приказов. Прежде чем они были отправлены, в Англии стало известно, что Фердинанд был избран императором, а Фридрих — королём Богемии, и Джеймсу было приказано поздравить Фердинанда с его избранием и заверить его, что Яков не имеет никакого отношения к честолюбивым планам своего зятя. В январе 1620 года, по возвращении в Англию, Джеймс призвал короля начать войну от имени нового короля Богемии.
Безуспешным было посольство летом 1621 года, когда Яков отправил Джеймса во Францию, чтобы тот выступил посредником между Людовиком XIII и гугенотами и призвал французского короля к миру с его подданными. И снова шансы на успех казались небольшими, но Хэй был готов выполнить миссию, несмотря ни на что. По мере развития событий к декабрю 1621 года, когда он собирался объединить обе стороны для заключения мирного соглашения, Яков I распустил парламент, потерял интерес к трудностям Франции и отозвал своего посла. Тем не менее, в 1622 году Хэй повторно был послан во Францию с той же миссией, однако получил от французского короля вежливый, но решительный отказ. Несмотря на всё это, положение Джеймса не пострадало, и 30 сентября 1622 года он стал графом Карлайлом.
В феврале 1623 года Хэй был отправлен в Париж, чтобы предотвратить любые дурные последствия для наследника Якова I Карла во время его проезда по Франции по пути в Мадрид. В январе 1624 года Джеймс был одним из трёх уполномоченных по испанским делам, проголосовавших за войну с Испанией. В 1624 году, после провала испанских брачных переговоров, Джеймс добился своего единственного дипломатического успеха за границей. Работая в совместном посольстве со своим протеже Генри Ричем, графом Холландом, он, наконец, устроил французский брак принца Карла с младшей сестрой Людовика XIII Генриеттой Марией. Первоначальные инструкции для посольства были составлены в апреле 1624 года, когда Холланд уже был в Париже, но Джеймс прибыл только 17 мая. Брак был частью политического союза между Англией и Францией, призванного ограничить имперскую и испанскую власть и вернуть курфюрсту Фридриху его пфальцские земли. Обе стороны знали, что ключевым пунктом спора будет степень религиозной терпимости, которую английский король готов предоставить своим римско-католическим подданным. Пока Джеймс вёл переговоры с Лавьёвилем, у него были основания полагать, что брак может быть заключён на удовлетворительных условиях и, во многом благодаря дипломатическим способностям Хэя в конце июля казалось, что достигнуто соглашение. Однако в тот момент французское правительство претерпело серьёзные изменения, когда кардинал Ришельё стал главным министром Людовика XIII. Поскольку это изменение находилось в процессе, Карлайл посоветовал Якову как можно скорее одобрить договор, прежде чем французы смогут внести какие-либо изменения, но совет остался без внимания. Ришельё ясно дал понять, что брака не будет без отмены уголовных законов о преследовании католиков в Англии, после чего переговоры зашли в тупик. В какой-то момент, осенью 1624 года, Джеймс был настолько разочарован Ришельё, что был готов прервать свою миссию. Окончательное соглашение было достигнуто только в следующем году, когда Карл I стал королём. В апреле 1625 года Джеймс снова проявил свою мудрость, предупредив молодого короля, чтобы он не ожидал слишком многого от французского союза, однако совет вновь остался без внимания; связано это было во многом с катастрофическим провалом внешней политики нового правления. В конечном итоге, брак состоялся в мае 1625 года, когда Хэй озлобился на французскую политику в целом и кардинала Ришельё в частности.
В течение следующих четырёх лет Карлайл решил наказать французское правительство за его отказ поддержать военные усилия по восстановлению Фридриха в Пфальце. Он надеялся отстранить кардинала Ришельё от власти и заменить его кем-то, кто был более терпим к гугенотам и более готов бросить вызов Габсбургам в военном отношении. В 1628 году Карлайл отправился в последнюю бесплодную дипломатическую миссию, надеясь собрать вместе разнообразную группу союзников, включая Голландскую республику, Савойю, Венецию и гугенотов. В апреле 1628 года, после провала экспедиции на Ре, Джеймс был отправлен в Лотарингию и Пьемонт, чтобы поднять людей против Ришельё, а в ноябре он написал королю, призывая Карла прийти к соглашению с Испанией и продолжать войну с Францией до тех пор, пока Франция не перестанет враждебно относиться к гугенотам. Однако по возвращении в Англию Хэй обнаружил, что его советами пренебрегают, а придворная волна в пользу мира с Францией слишком сильна, чтобы сопротивляться ей. С этого времени Джеймс не принимал открытого участия в политике.

### Колониальный владелец
Если с точки зрения Карлайла сцена континентальной Европы по-прежнему оставалась в значительной степени политически непродуктивной, он добился определённого финансового успеха в Ирландии и, что более впечатляюще, в Вест-Индии. Ещё в 1607 году он требовал прибыли от ирландских таможенных пошлин на импортное вино. К 1615 году он отстаивал право лицензировать продажу вина и спиртных напитков. Учитывая уровень жизни Карлайла, ни одно предприятие не было особенно прибыльным за то время, пока он их контролировал. Потенциально его самое прибыльное ирландское предприятие включало владение и контроль над частью компании Уиклоу, расположенной в Бирнс-Кантри. Карлайл провёл последние десять лет своей жизни, пытаясь завладеть этой собственностью, но это ему так и не удалось, потому что у различных ирландских правительственных чиновников, включая лорда-заместителя Томаса Уэнтуорта, были свои планы на землю.
2 июля 1627 года Джеймс получил от короля грант на все Карибские острова, что является подтверждением прежней концессии, данной Яковом I. Карибские острова, несмотря на первые трудности, стали собственным очень ценным владением Хэя. Ему удалось обойти графов Мальборо и Монтгомери и завладеть, в том числе, островами Барбадос и Сент-Китс. К моменту его смерти одни только таможенные поступления достигли 9000 фунтов стерлингов в год, а из всех источников на острове приблизились к 12000 фунтов стерлингов.
Джеймс был патентообладателем и советником плантаций Новой Англии, и проявлял большое рвение и интерес к колониям.

### Последние годы
Когда в 1629 году Карл I распустил парламент, Джеймс не был среди тех, кто был доволен этим решением, однако в политику Хэй не вмешивался и предпочитал вести жизнь гостеприимного хозяина. Он относился к Карлу I также благосклонно, как и ранее к его отцу. Благосклонность эта была взаимной: Хэю удавалось оставаться в фаворе Карла I как до, так и после его заграничных путешествий. После убийства фаворита короля Джорджа Вильерса, герцога Бекингема, Хэй был признан одним из трёх самых важных людей при королевском дворе. Его назначение в феврале 1631 года камергером стула сделало его первым джентльменом в королевской спальне и означало, что он контролировал доступ к Карлу I. С точки зрения государственной политики нет никаких доказательств того, что Карлайл мог повлиять на короля, чтобы он стал более активным в военном отношении в восстановлении Фридриха или сына Фридриха в Пфальце. В 1633 году он снова изменил свое мнение и, наконец, решил, что с кардиналом Ришельё стоит развивать отношения для достижения этой цели, и к марту 1635 года его отношения с французами были почти такими же, как когда он впервые появился при королевском дворе.
13 марта 1636 года у Карлайла случился инсульт, и он умер на Стрэнде в Вестминстере 20 апреля. На следующий день после пышной похоронной процессии он был похоронен в соборе Святого Павла в Лондоне. «Его долги, — писал один из корреспондентов Страффорда, — велики, превышают 80 000 фунтов стерлингов. Он оставил своей жене около 5000 фунтов стерлингов в год и налог на ирландское вино, за который, говорят, она может получить 20 000 фунтов стерлингов наличными… сыну достанется мало или совсем ничего». «Он оставил после себя, — писал Кларендон, — репутацию очень благородного джентльмена и весьма опытного придворного, и после того, как он потратил в очень весёлой жизни более 400 000 фунтов стерлингов, которые, по строгому подсчёту, он получил от короны, он не оставил ни дома, ни акра земли на память». Его единственный выживший сын Джеймс унаследовал титулы отца, однако умер бездетным и титулы угасли.

## Семья
Первой женой Джеймса была Онора Денни, дочь сэра Эдварда Денни, будущего графа Норвича, (1569—1637) и Мэри Сесил, дочери лорда Бёрли. Отец Оноры изначально был против этого союза, однако после нескольких лет сопротивления дал согласие на брак. Существует версия, что и сама Онора изначально была не в восторге от предстоящего брака, однако, в конце концов, она уступила Хэю, и 6 января 1607 года Джеймс и Онора поженились. В честь пышных торжеств по случаю этого бракосочетания английский поэт и композитор Томас Кэмпион написал «Маску лорда Хэя». У них было двое детей, доживших до совершеннолетия: Джеймс (ок. 1612—1660) и Анна. Кроме того, вероятно, первенец пары, сын Джеймс, родившийся в 1610 году, умер на следующий день после рождения. Джеймс-младший женился 21 марта 1632 года на леди Маргарет Рассел, дочери Фрэнсиса Рассела, 4-го графа Бедфорда, но умер бездетным 30 октября 1660 года. Онора умерла в августе 1614 года после выкидыша и была похоронена ночью 16 августа в Уолтемском аббатстве.
Второй женой Хэя стала леди Люси Перси, дочь Генри Перси, 9-го графа Нортумберленда, и Дороти Деверё, дочери графа Эссекса. Несмотря на то, что Хэй был фаворитом короля, а Перси пребывал в заключении в лондонском Тауэре после Порохового заговора, граф Нортумберленд сделал всё возможное, чтобы брак Люси и Джеймса не состоялся, поскольку не любил «шотландских приспособленцев». Однако 6 ноября 1617 года пара поженилась — по одной из версий, Нортумберленд уступил, по другой — брак был заключён с позволения короля, но без согласия отца невесты. По одной из версий, брак был бездетным, по другой — у супругов был один сын, неизвестный по имени и умерший в младенчестве.
В конечном итоге, у Хэя сложились хорошие отношения с обоими тестями. Хотя его обаяние, несомненно, и сыграло свою роль, он позаботился о том, чтобы и Нортумберленд и Денни получили почести и милости от Якова I, в частности Денни в честь бракосочетания дочери 27 октября 1604 года получил титул барона, а Нортумберленд был освобождён из Тауэра в 1621 году.

## Репутация
Карлайл был человеком здравого смысла и покладистого характера, с некоторыми дипломатическими способностями.
Из всех шотландцев, приехавших в Англию с Яковом I, Карлайл, вероятно, лучше всех слился со своим новым окружением. Он возвращался на родину только дважды за более чем три десятилетия, и в обоих случаях это было связано с тем, что он должен был сопровождать своего короля в его путешествии. Он всегда был очень осторожен, чтобы не бросить вызов английской структуре власти, слишком тесно отождествляя себя с одной из существующих фракций, как это сделал Роберт Карр с Говардами, или создавая собственную фракцию, к чему многие люди принуждали его после смерти Бекингема в 1628 году. Поэтому неудивительно, что он не был крупной фигурой в Палате лордов и никогда не имел группы, связанной с ним в Палате общин. Хэй на самом деле относился к жизни легко. Он полагался на короля, который обеспечивал ему защиту и работу. Благодаря его навыкам обращения с людьми в целом и его королевскими хозяевами в частности, эта уверенность не была неуместной и всегда вознаграждалась. Такой характер позволил ему пройти через скользкую карьеру придворного, не нажив ни единого врага. Он никогда не кичился своим положением, никогда не выходил из себя и ни с кем не соперничал. Добродушие Хэя основывалось на широком фундаменте здравого смысла. В действительности, он не был государственным деятелем, но был склонен мыслить в политических делах примерно так, как думали люди, с которыми он вёл повседневные беседы, и потому обычно мог дать хороший совет. Доказательства лучшей стороны его характера можно найти в очень многочисленных депешах, которые он написал в ходе своей карьеры, большинство из которых все ещё находятся в рукописях в архиве. В них он показывает себя проницательным, наблюдательным и разумным.
За исключением своего участия в организации брака с французами, Карлайл был на редкость неэффективным дипломатом. Ему так и не удалось договориться о возвращении семьи Палатина на немецкие территории. Тем не менее, он сделал всё, что мог в трудных обстоятельствах. Для успеха дипломатии даже самый искусный из послов должен иметь либо военную мощь, либо деньги, чтобы использовать их в своих переговорах. По целому ряду причин у Карлайла редко было и то, и другое. Однако больше всего он хотел помешать французам и различным правителям Габсбургов объединиться против Якова I или Карла I. В этом отношении он определённо добился большего успеха.
Современники отмечали, что Хэй жил на широкую ногу: судя по всему, закатывая роскошные банкеты, он следовал девизу своей семьи «Ничего не жалеть». Расточительность и экстравагантность Хэя не были секретом для его современников и часто высмеивались в сатирических публикациях. Так, известна история о двойном ужине, устроенном Джеймсом: по слухам, приглашенных гостей ожидал холодный ужин, составленный из редких деликатесов того времени, но прежде, чем они успели угоститься, ужин унесли и заменили столь же дорогостоящим горячим ужином.

## Комментарии
1. ↑  Встречается также вариант «Фингаск»[1].
2. ↑  Предположительно, Роберт был полнородным братом Джеймса, а Агнес родилась в другом браке отца[5]. Известно, что Роберт в 1618 году служил мастером мантий[6], а Агнес вторым браком была замужем за 7-м графом Гленкейрна[англ.][5].
3. ↑  В июле 1635 года Хэй иронично заявил папскому агенту Панцани, что готов принять все учения Рима, кроме требования папы свергнуть королей[9].